# Shenmue
Shenmue (яп. シェンムー Сэмму:) — серия игр в жанрах интерактивного кино, открытый мир, adventure и RPG. Игры серии были разработаны компаниями Sega AM2 и Rutubo Games и выпущены Sega и Microsoft Game Studios для консолей Dreamcast и Xbox. Серия знаменита своими нововведениями в геймплее, такими как QTE и новым жанром FREE (Full Reactive Eyes Entertainment). В 2006 году серия была занесена в Книгу рекордов Гиннесса как самая дорогая серия в мире — её бюджет составил 70 миллионов $, в эквиваленте 95 миллионов $ в 2011 году с поправкой на инфляцию. Серия состоит из 16 глав и до сих пор является незавершённой.
Франшиза Shenmue считается одной из ключевых для Dreamcast, так как она привела к успеху и популярности системы. Серия имеет высокие оценки от критиков — 92 % и выше. Однако из-за высокой себестоимости и низких продаж, в особенности второй части, считается финансовой неудачей. Тем не менее, ряд фанатов серии до сих пор активно поддерживают многие общественные кампании в интернете и социальных сайтах, таких как Facebook, Twitter и MySpace с более чем 100 000 зарегистрированных пользователей с требованием выпустить третью часть игры и тем самым окончить серию.

## Игровой процесс
История серии сосредотачивается вокруг 18-летнего подростка по имени Рё Хадзуки, чей отец был убит таинственным человеком по имени Лан Ди. Рё отправляется на поиски, чтобы отомстить за смерть своего отца и открыть тайны легендарного зеркала.
Shenmue предлагает уникальное объединение несколько жанров, такие как открытый мир, adventure и RPG. Именно в этой серии был применён новый элемент геймплея под названием Quick Time Events — когда на экране высвечиваются определённые клавиши или их сочетания, игрок должен вовремя нажимать на соответствующие клавиши, чтобы персонаж производил определённые действия.
Кроме выполнения основных заданий, в игре можно играть в различные мини-игры, например, в аркадные автоматы или общаться с неигровыми персонажами.

## Игры
| 1999 | Shenmue                      |
| 2000 |                              |
| 2001 | Shenmue II                   |
| 2002 |                              |
| 2003 |                              |
| 2004 |                              |
| 2005 |                              |
| 2006 |                              |
| 2007 | Shenmue Online (отменена)    |
| 2008 |                              |
| 2009 |                              |
| 2010 | Shenmue City                 |
| 2011 |                              |
| 2012 |                              |
| 2013 |                              |
| 2014 |                              |
| 2015 |                              |
| 2016 |                              |
| 2017 |                              |
| 2018 | Shenmue I & II (переиздание) |
| 2019 | Shenmue III                  |

### Основная серия
- Shenmue — первая игра серии, вышедшая только на консоли Dreamcast. Главный герой игры, Рё Хадзуки, по возвращении домой становится свидетелем смерти своего отца. Совершил коварное убийство некто Лан Ди, но перед этим силой забрал у отца Рё зеркало Дракона. Рё решает отомстить Лан Ди за смерть отца и отправляется в эпическое приключение по следам убийцы, но попадает во множество неприятных ситуаций, из которых с трудом выходит при помощи друзей, удачи или силы.
- Shenmue II — вторая игра из основной серии для консолей Dreamcast и Xbox. Вторая глава саги начинается тогда, когда Рё Хадзуки прибыл в Гонконг по поручению друга мастера Чэнь Яо Вэня, чтобы найти мастера Лишао Тао, который знает, где находится Лан Ди, убийца отца Рё и похититель зеркала Дракона. Однако даже в конце игры тайна не раскрывается.
- Shenmue III — третья игра из основной серии для Windows и PlayStation 4. Вышла 19 ноября 2019 года.

### Спин-оффы
- Shenmue Online — отменённая онлайн-игра для PC. Должна была выйти в 2006 году.
- Shenmue City — игра для мобильных сервисов Yahoo! Mobage Service.

### Переиздания
- Shenmue I & II — переиздание Shenmue и Shenmue II для современных платформ PlayStation 4, Xbox One и PC под управлением Windows. Релиз переиздания состоялся 21 августа 2018 года.[4]

В качестве играбельного персонажа Рё Хадзуки появляется в игре Sonic & Sega All-Stars Racing.

## Музыка
Музыка в сериях игры была написана композиторами Юдзо Косиро и Такэнобу Мицуёси. В создании музыки также принимали участие: Рюдзи Юси, Такэси Янагава, Сатоси Миясита, Осаму Мурата, Кадзи Сакурай, Масатака Нитта, Сидзи Оцука, Фумио Ито, Мэгуми Такано и Сюнъити Гото.

## Адаптации

### Shenmue: The Movie
Shenmue: The Movie — фильм, включающий в себя кат-сцены из игры Shenmue. Продолжительностью 90 минут, изначально он был выпущен только в Японии 20 января 2001 года, но позже фильм вошёл в комплект с игрой Shenmue II для консоли Xbox.
Фильм в значительной степени имеет связь с первой частью Shenmue и использует ролики из игры, а также несколько новых, чтобы связать игру и фильм вместе.
Есть несколько различий между DVD-фильмом и фильмом из комплекта игры для Xbox. В фильме для DVD можно выбрать английскую или японскую речь; он также включает в себя некоторые дополнения, такие как японский трейлер фильма и дополнительную сцену, в которой Масая Масукадзэ и Сё Хагивара (сэйю Рё Хадзуки и Рэн), одетые как их персонажи, бегают по Шанхаю. Фильм для Xbox просто включает в себя английскую версию фильма.

### Shenmue: The Animation
В 2022 году вышла 13-серийная аниме-адаптация Shenmue: The Animation от Crunchyroll и Adult Swim. Сериал основан на оригинальной серии игр и рассказывает историю молодого мастера боевых искусств Рё Хадзуки, который отправляется на поиски человека, убившего его отца и похитившего таинственное зеркало. Кроме того, в нём показаны события, случившиеся до трагического происшествия.